# 케이트 밀럿
캐서린 머리 케이트 밀럿(Katherine Murray "Kate" Millett, 1934년 9월 14일 ~ 2017년 9월 6일) 또는 케이트 밀렛은 미국의 여성주의 작가이자 활동가, 교육자, 화가이다.
옥스퍼드 대학교에 출석하였으며, 세인트 힐다스 칼리지에서 퍼스트 클래스 우등 코스의 대학원 학위를 수여받은 최초의 미국인 여성이기도 하다. "제2세대 여성주의에 강한 영향을 준 인물"로 평가되며, 1969년에 출간된 컬럼비아 대학교 박사 학위 논문인 《성 정치학》(Sexual Politics)으로 가장 잘 알려져 있다. 저널리스트인 라이자 페더스톤(Liza Featherstone)은 전에는 상상할 수도 없었던 합법적 낙태, 성 간의 직업적 평등, 성적 자유가 밀럿의 노력 덕분에 부분적으로 가능하게 되었다고 평가하였다.
여성주의, 인권, 평화, 시민권, 반정신 의학 운동은 밀럿의 중요한 동기들이다. 밀럿의 저서는 여성의 권리, 정신 건강 개혁과 같은 그녀의 행동주의에서 영향을 받았으며, 몇몇의 저서는 밀럿 자신의 성욕, 정신 건강, 관계를 탐구하는 자전적 회고록이다. 《머더 밀럿》(Mother Millett), 《더 루니 빈 트립》(The Looney Bin Trip)은 가족 문제와 밀럿 자신이 스스로의 의사와는 관계 없이 요양원에 맡겨진 시기를 다룬다. 1960년대와 70년에 밀럿은 와세다 대학, 바너드 대학교, 캘리포니아 대학교 버클리 등에서 강의하였다.
밀럿은 미네소타에서 자랐으며, 성년기의 대부분을 맨해튼과 우먼스 아트 칼러니(Woman's Art Colony)에서 보냈다. 우먼스 아트 칼러니는 2012년에 밀럿 센터 포 더 아츠(Millett Center for the Arts)가 되었다. 양성애자로 스스로를 규정하였기 때문에 밀럿은 조각가 요시무라 후미오와 1965년부터 1985년까지 결혼 생활을 하였고, 여성들과도 관계를 유지하였다. 그 중의 한 명은 밀럿의 저서 《시타》(Sita)에 영향을 주었다. 활동가, 작가, 예술가로서 활동을 계속하고 있으며, 후기 저서로는 다수의 국가에서 허용되는 고문에 대한 《더 팔러틱스 오브 크루얼티》(The Politics of Cruelty)와 어머니와의 관계에 대한 《머더 밀럿》(Mother Millett) 등이 있다.
2017년 9월 6일 프랑스 파리에서 심장마비로 82세를 일기로 숨졌다.